# 20α-ヒドロキシステロイドデヒドロゲナーゼ
20α-ヒドロキシステロイドデヒドロゲナーゼ（20α-hydroxysteroid dehydrogenase）は、次の化学反応を触媒する酸化還元酵素である。
17α,20α-ジヒドロキシプレグン-4-エン-3-オン + NAD(P)+ {\displaystyle \rightleftharpoons } 17α-ヒドロキシプロゲステロン + NAD(P)H + H+
反応式の通り、この酵素の基質は17α,20α-ジヒドロキシプレグン-4-エン-3-オンとNAD(P)+、生成物は17α-ヒドロキシプロゲステロンとNAD(P)HとH+である。
組織名は20α-hydroxysteroid:NAD(P)+ 20-oxidoreductaseで、別名に20α-hydroxy steroid dehydrogenase, 20α-HSD, 20α-HSDHがある。